# Kostjantyniwka (Melitopol)
Kostjantyniwka (ukrainisch Костянтинівка; russisch Константиновка Konstantinowka) ist mit über 12.000 Einwohnern das bevölkerungsreichste Dorf der Ukraine und befindet sich in der Oblast Saporischschja.

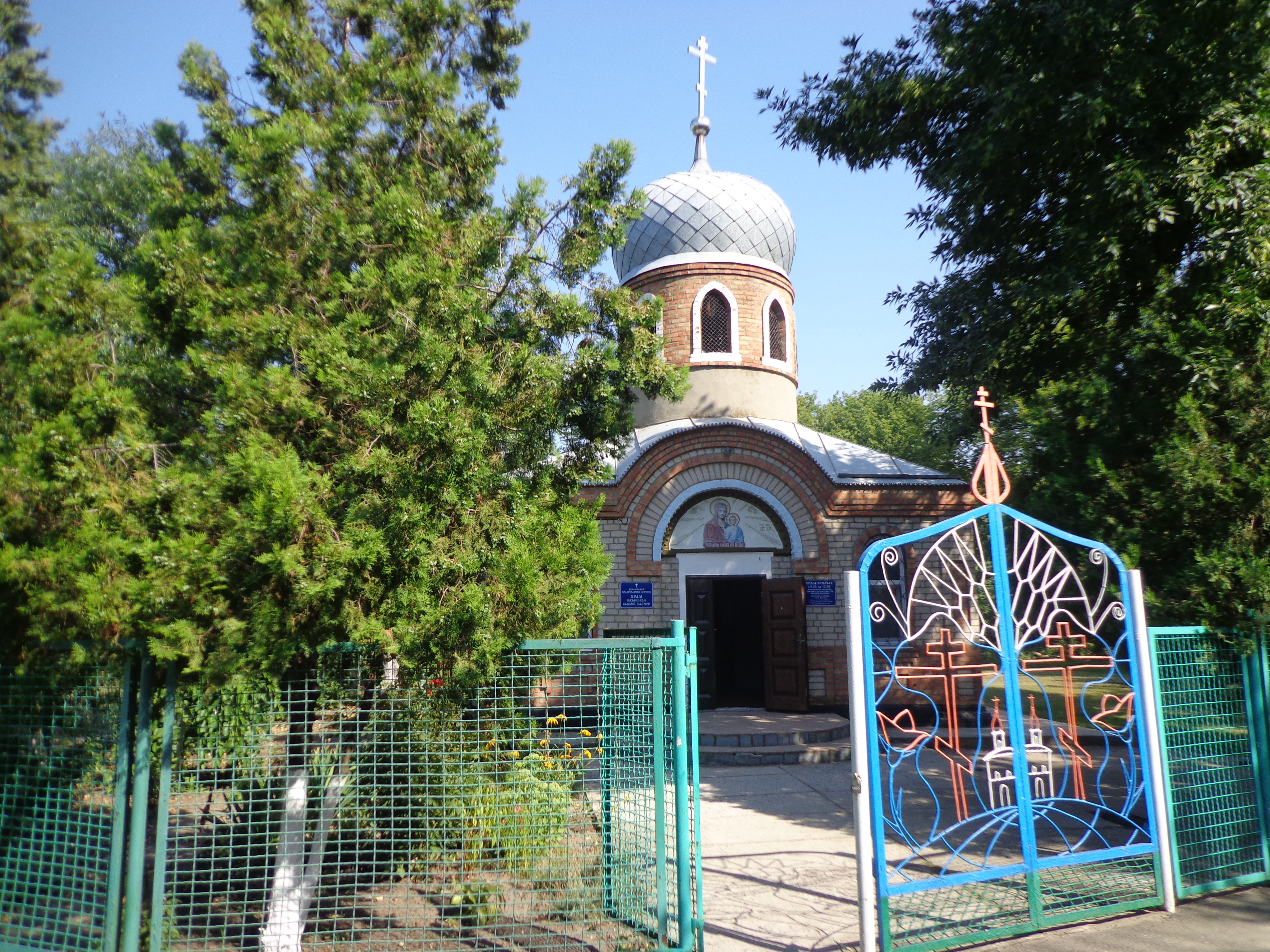
Kirche Unserer Lieben Frau von Kasan in Kostjantyniwka

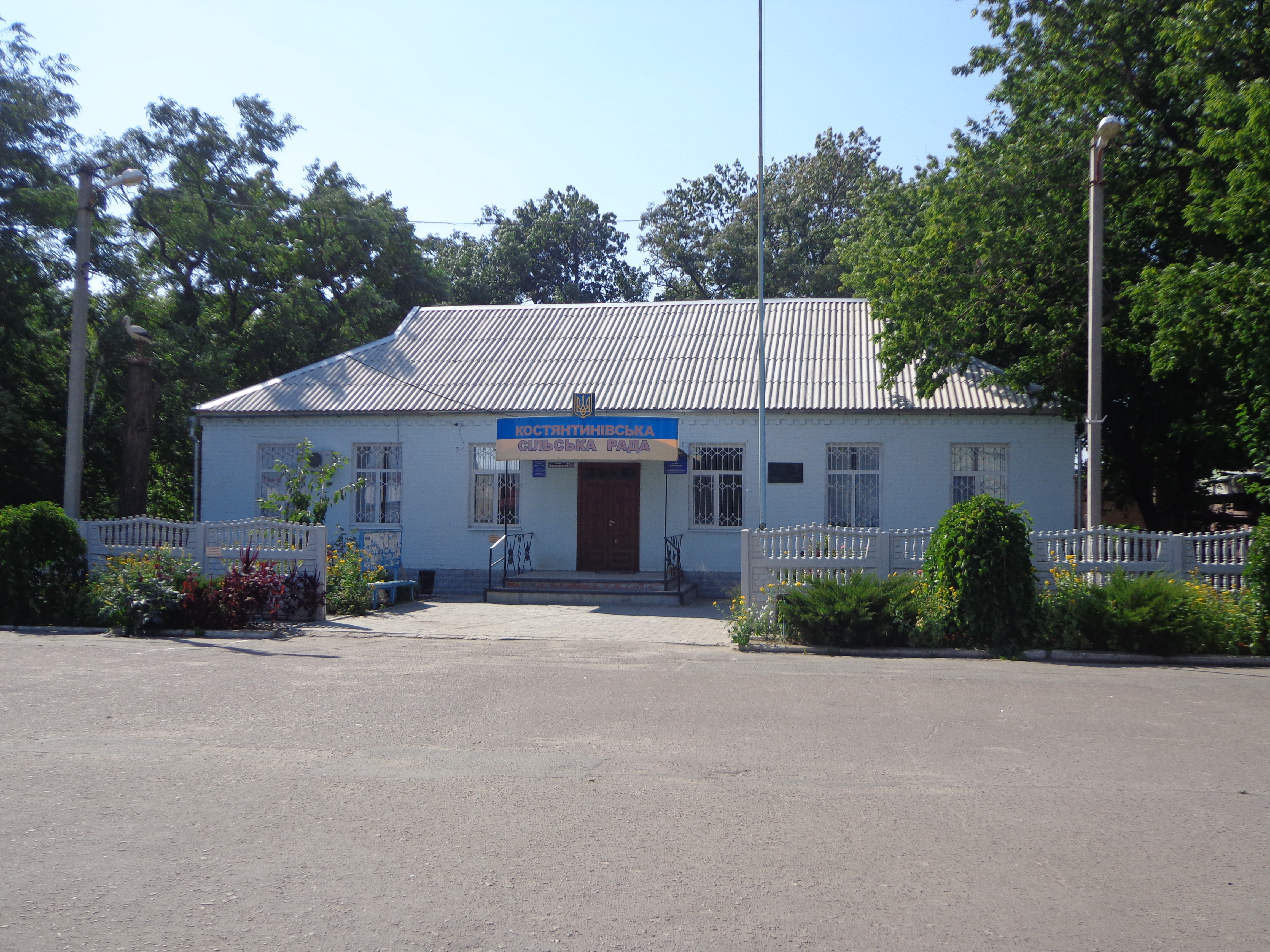
Rathaus des Dorfes

Das 1861 gegründete Dorf liegt östlich der Stadt Melitopol und südlich vom Dorf Wosnessenka am linken Ufer der Molotschna und an der Fernstraße M 14.
Im Dorf gibt es zwei Kindergärten, drei Schulen, eine Musikschule eine Bibliothek und ein Krankenhaus.

## Verwaltungsgliederung
Am 12. Juni 2020 wurde das Dorf zum Zentrum der neugegründeten Landgemeinde Kostjantyniwka (Костянтинівська сільська громада/Kostjantyniwska silska hromada). Zu dieser zählen auch das Dorf Wosnessenka, bis dahin bildete es die gleichnamige Landratsgemeinde Kostjantyniwka (Костянтинівська сільська рада/Kostjantyniwska silska rada) im Zentrum des Rajons Melitopol.
Folgende Orte sind neben dem Hauptort Kostjantyniwka Teil der Gemeinde:
| Name                     | Name       | Name       |
| ukrainisch transkribiert | ukrainisch | russisch   |
| ------------------------ | ---------- | ---------- |
| Wosnessenka              | Вознесенка | Вознесенка |